# Обласни судија (Уједињено Краљевство)
Обласни судија (енгл. circuit judge) јесте назив за судију у Енглеској и Велсу који суди у Краљевском суду и Окружном суду, као и у специјализованим судовима Високог суда.

## Дјелокруг
Функција обласног судије је успостављена Актом о судовима 1971. (енгл. Courts Act 1971) и замијенила је двије претходне функције: предсједавајућег тромјесечних судских сједница (енгл. Chairman of Quarter Sessions) и општинског биљежника (енгл. borough recorder). Обласним судијама се обраћа са „His Honour“ односно „Her Honour“. Понекад се колоквијално називају „љубичастим судијама“ због боје њихових судијских тога, али су познате и под називом „судије Краљевског суда”.
Обласне судије се у судијској хијерархији налазе испод судија Високог суда и изнад окружних судија. Могу бити постављене за замјенике судија Високог суда, а неке могу судити и у Кривичном одјељењу Апелационог суда. Постоје и хонорарне обласне судије које се називају биљежницима (енгл. recorders).
У новије вријеме, постојало је шест судских области (енгл. circuits) у Енглеској и Велсу по којима су и назване обласне судије. Након 1. априла 2005, када је основана Судска служба Њеног величанства, тадашњих шест области је замијењено са седам региона (енгл. regions).
Раније, обласне судије су могле бити именоване само из реда баристера који имају минималну 10-годишњу праксу. Међутим, од 2004. године када су прихваћене иницијативе за већу разноврсност у судству квалификациони период је промијењен. Сходно томе од 21. јула 2008. потенцијални обласни судија мора имати минималну 7-годишњу праксу.